# Yoo Ye-bin

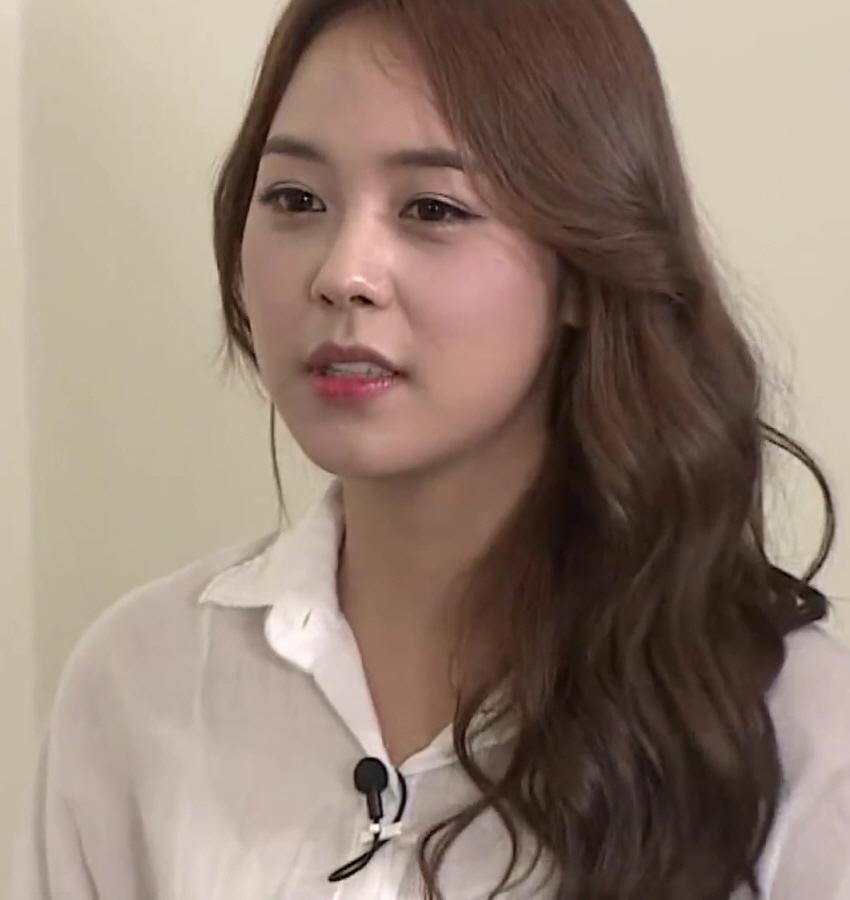
Yoo Ye-bin

Yoo Ye-bin (koreanisch 유예빈; * 30. Januar 1992 in Daegu) ist eine südkoreanische Schauspielerin und Model und Gewinnerin eines Schönheitswettbewerbs.

## Leben und Karriere
Yoo wuchs in Daegu auf. Sie studierte an der Gyeongsang National University. Sie gewann den Titel Miss Korea 2013 bzw. auch den Titel Miss Universe Korea 2014. Sie nahm auch am Miss Universe 2014 teil.
Ihr Debüt gab sie 2018 in der Serie Player. Anschließend bekam sie 2020 in dem Film Bodyguard eine Hauptrolle. 2023 wurde Yoo für die Serie Joseon Attorney: A Morality gecastet.

## Filmografie (Auswahl)
Serien
- 2018: Player (Fernsehserie)
- 2020: Bodyguard (Film)
- 2023: Joseon Attorney: A Morality (Fernsehserie)